# زيبلاين (منظمة توصيل باستخدام طائرات بدون طيار)
زيبلاين (Zipline) هي شركة أمريكية الأصل, تعمل على توفير خدمات توصيل المنتجات الطبية من خلال تصميم وتصنيع وتشغيل طائرات بدون طيار للتوصيل . تدير الشركة مراكز توزيع في رواندا وغانا واليابان والولايات المتحدة، مع اتفاقيات موقعة لبدء الخدمة في نيجيريا  وكوت ديفوار  وكينيا .  اعتبارًا من أبريل 2022، قطعت طائراتها بدون طيار أكثر من 20 مليون ميل من الرحلات الجوية عبر 275000 عملية تسليم تجارية. 
تقوم الشركة بتوصيل العديد من المنتجات الطبية, مثل الدم الكامل، الصفائح الدموية، البلازما المجمدة, الرواسب المبردة و غيرها من المنتجات كاللقاحات و الحقن و السلع الطبية الشائعة. اعتبارًا من سبتمبر 2021، أكثر من 75% من عمليات تسليم الدم في رواندا خارج كيغالي تستخدم طائرات بدون طيار من نوع Zipline. في أبريل 2019، بدأت الشركة في غانا باستخدام الطائرات بدون طيار لتوصيل اللقاحات والدم والأدوية. في عام 2020, خلال جائحة كوفيد-19, الأمريكية (FAA) إعفاءً من الجزء 107 لمنظمة Novant Health الشريكة لشركة Zipline لتوصيل الإمدادات الطبية ومعدات الحماية الشخصية (PPE) إلى المرافق الطبية في ولاية كارولينا الشمالية .
اختارت إدارة الطيران الفيدرالية الأمريكية شركة Zipline للمشاركة في برنامج شهادة النوع لتوصيل الطائرات بدون طيار إلى جانب تسع شركات أخرى لتوصيل الطائرات بدون طيار.

## تاريخ
في عام 2011، أسس كيلر رينودو شركة Romotive، التي أنتجت لعبة روبوتية يتم التحكم فيها بواسطة iPhone تسمى Romo. في عام 2014، أغلقت شركة Romotive وركزت الشركة على توصيل الإمدادات الطبية باستخدام الطائرات بدون طيار. انضم المؤسسان المشاركان كينان ويروبك وويليام هيتزلر في هذا الوقت.
في عام 2016، وقعت شركة زيبلاين اتفاقية مع الحكومة الرواندية لبناء مركز توزيع بالقرب من موهانجا . 
في أبريل 2018، أعلنت شركة زيبلاين عن طائرة بدون طيار من الجيل الثاني،  والتي تم إدراجها في قائمة "أفضل الاختراعات لعام 2018" لمجلة تايم .  في أبريل 2019، افتتحت شركة زيبلاين أول مراكز التوزيع الأربعة المخطط لها في غانا لتزويد 2500 منشأة صحية.  بدأ تشغيل مركز التوزيع الغاني الرابع في يونيو 2020. 
في مايو 2019، جمعت زيبلاين 190 مليون دولار بعد تقييم ما بعد المال بقيمة 1.2 مليار دولار. مليار.  في سبتمبر 2019، انضم الموسيقي بونو إلى المجلس.  وفقًا لرينودو: "الرعاية الصحية الريفية تشكل تحديًا في كل بلد في العالم، بما في ذلك الولايات المتحدة ... ترى الآن دولًا أكبر وأغنى مثل الولايات المتحدة تستخدم رواندا كنموذج يحتذى به."  تم تسمية Zipline في عام 2018 (المركز 25)، و2019 (المركز 39)، و2020 (المركز السابع)  على قائمة Disruptor 50 التي أعدتها قناة CNBC . 
في نوفمبر 2020، بدأت شركة زيبلاين جنبًا إلى جنب مع الشركات المصنعة الأخرى في الخضوع للحصول على شهادة صلاحية الطيران مع إدارة الطيران الفيدرالية (FAA) والتي ستسمح لطائرة "Sparrow" الخاصة بهم بالتحليق في الولايات المتحدة.   في فبراير التالي، أعلنت شركة Zipline أنها ستضيف مجمدات ذات درجات حرارة منخفضة للغاية إلى مراكز التوزيع الخاصة بها للسماح لها بتسليم لقاحات COVID-19 الحساسة لدرجة الحرارة 
في مايو 2021، ذكرت بلومبرج أن شركة زيبلين ستقوم بتسليم اللقاحات إلى ولاية كروس ريفر وولاية كادونا الشمالية في نيجيريا.  في الشهر التالي، جمعت Zipline مبلغ 250 دولارًا مليون دولار في تمويل جديد بقيمة 2.75 مليار دولار مليار. 

## عملية
تقوم الشركة بتصميم وتصنيع طائراتها بدون طيار،  وتبني وتدير مراكز التوزيع الخاصة بها، والتي تعمل أيضًا كمطار للطائرات بدون طيار  . يقوم الطاقم الطبي في المستشفيات والعيادات النائية بتقديم الطلبات إلى زيبلاين،  ويتلقى عامل التنفيذ هذا الطلب ويقوم بإعداد المنتجات الطبية في حزمة توصيل خاصة باستخدام المظلة.  .
بعد ذلك يقوم مشغل رحلات Zipline بتعبئة المنتجات الطبية في طائرة بدون طيار وإجراء فحوصات ما قبل الرحلة. ثم يتم إطلاق الطائرة بدون طيار باستخدام قاذفة كهربائية تعمل بمكثف فائق وتتسارع إلى 0 إلى 70 ميل في الساعة (0 إلى 113 كم/س) في 0.33 ثانية.  بعد ذلك تطير الطائرة بدون طيار بنفسها إلى موقع التسليم بينما يراقب طيار عن بعد في كل مركز توزيع جميع الطائرات بدون طيار أثناء الطيران.   تهبط الطائرة بدون طيار إلى 20–35 متر (66–115 قدم) قبل إسقاط الحزمة تحت المظلة الورقية. يمكن أن تهبط الحمولة في غضون 5 م (16 قدم)منطقة الهبوط بقطر .  ثم تعود الطائرة بدون طيار إلى مركز التوزيع وتهبط عن طريق التقاط معدات الإيقاف .    يمكن لمركز توزيع زيبلاين توصيل الإمدادات الطبية بشكل موثوق في أي مكان ضمن 80 كـم (50 ميل) ، حتى مع الأخذ في الاعتبار التضاريس الجبلية والطقس القاسي.

## مواصفات الطائرة بدون طيار
تطير الطائرة بدون طيار بسرعة 101 كم/س (63 ميل/س) على ارتفاع 80–120 متر (260–390 قدم) فوق مستوى سطح الأرض، مما يضمن تسليم البضائع خلال 45 دقيقة  . يمكن للطائرة بدون طيار أن تحمل ما يصل إلى 4 رطل (1.8 كـغ) من البضائع، وفي حين يمكنها أن تطير 300 كـم (190 ميل) مقابل رسوم، يقتصرون على وجهات بحد أقصى 80 كـم (50 ميل) .  كل مركز توزيع قادر على إجراء 500 عملية تسليم يوميًا. 
تحتوي الطائرات بدون طيار على بطارية قابلة للاستبدال بسرعة مما يسمح بالتحول السريع بين الرحلات.  يحتوي على إطار داخلي من ألياف الكربون وغطاء خارجي من البوليسترين .  يبلغ طول جناحيها 11 قدم (3.4 م) ويتم الإطلاق من سكة فولاذية بواسطة محرك كهربائي.  يعمل السكة الحديدية على تسريع 44 رطل (20 كـغ) طائرة بدون طيار تصل سرعتها إلى 60 ميل في الساعة (97 كم/س) في ثانية واحدة. 
تحتوي الطائرات بدون طيار على مروحتين لتوفير الطاقة ويمكنها الطيران بأمان باستخدام مروحة واحدة أو محرك واحد. يمكن نشر المظلة التي ستجلب الطائرة بدون طيار إلى الأرض في حالة حدوث مجموعة أكبر من الأخطاء.  إذا تحطمت الطائرة بدون طيار، فإن المكونات الخارجية تكون قابلة للكسر ، فتنكسر لتطلق الطاقة  وتصطدم بالأرض بقوة أقل. 

## المواقع
|  |
|  |
|  |

### الخدمة التجارية النشطة

#### رواندا
تدير الشركة مركزين للتوزيع في رواندا   وبدأت عمليات التسليم في موهانجا في أواخر عام 2016.  تتميز رواندا بجغرافيتها الجبلية وظروف الطرق السيئة، مما يجعل نظام التسليم الجوي أكثر كفاءة من استخدام المركبات البرية.  وتعتبر تكلفة التوصيل عبر الطائرات بدون طيار مماثلة لتكلفة التوصيل عبر الطرق، خاصة في حالات الطوارئ.  تمت إضافة موقع ثانٍ لإطلاق الطائرات بدون طيار في ديسمبر 2018 في كايونزا ، في الجزء الشرقي من البلاد.   وتأمل الشركة أن يؤدي ذلك إلى تغطية 80% من البلاد.  تقع كايونزا في منطقة مزدحمة برحلات جوية أخرى ومعسكرات عسكرية، مما يزيد من تحدي مراقبة طائراتها بدون طيار.  اعتبارًا من سبتمبر 2019، أجرت الشركة 20 ألف عملية توصيل دم ونقلت أكثر من 1,000,000 كـم (620,000 ميل) .  اعتبارًا من مايو 2019، أكثر من 65% من عمليات تسليم الدم في رواندا خارج العاصمة كيغالي تستخدم طائرات بدون طيار من طراز Zipline. 

#### غانا
تدير شركة Zipline أربعة مراكز توزيع في غانا.  في أبريل 2019، أعلن الرئيس الغاني نانا أكوفو أدو عن افتتاح مركز توزيع.  أطلق نائب الرئيس محمدو بوميا أول طائرة بدون طيار إلى مستشفى تافو في 24 أبريل 2019. احتوت هذه الشحنة الأولى على لقاحات الحمى الصفراء لمنع نفاد المخزون.  ستخدم الطائرات بدون طيار 500 منشأة صحية في غضون 80 كـم (50 ميل) المدى.  لدى الشركة عقد مع غانا لتوصيل 600 شحنة يوميًا لمدة أربع سنوات بتكلفة تبلغ حوالي 12.5 مليون دولار. مليون.  سيضم كل مركز توزيع 30 طائرة بدون طيار.  
في يونيو 2019، سلمت الشركة أملاح الإماهة الفموية (ORS) لعلاج 113 طالبًا من مدرسة مانجواس الثانوية العليا الذين كانوا يعانون من الإسهال الحاد. في غضون 20 دقيقة، أرسلت طائرة بدون طيار تابعة لشركة زيبلاين 125 جرعة من محلول معالجة الجفاف عن طريق الفم. 

#### الولايات المتحدة
تعمل شركة زيبلاين مع إدارة الطيران الفيدرالية (FAA) على تطوير قواعد تشغيل الطائرات بدون طيار خارج خط الرؤية.  
أثناء جائحة كوفيد-19 في عام 2020، منحت إدارة الطيران الفيدرالية إعفاءً من الجزء 107 لشركة Novant Health بالشراكة مع زيبلاين لتوصيل الإمدادات الطبية ومعدات الحماية الشخصية إلى المرافق في ولاية كارولينا الشمالية . وتخطط الشركة لتقديم خدمة التوصيل إلى المنازل.  في عام 2021، بدأت شركة Zipline تجربة مع متاجر Walmart لتوصيل البضائع في أركنساس . يمكن للطائرات بدون طيار توصيل الطلبات إلى جميع المساكن في نطاق 50 ميلاً من بيا ريدج، أركنساس . 

### الخدمات المعلقة

#### الهند
في سبتمبر 2019، أعلنت حكومة ماهاراشترا أن شركة زيبلين ستقوم بتوصيل الأدوية الطارئة في جميع أنحاء البلاد. يتضمن النشر المقترح بناء عشرة مراكز توزيع لخدمة 120 مليون شخص. 

#### فيلبيني
في ديسمبر 2019، أعلن بونو أن شركة زيبلين ستفتتح ثلاثة مراكز توزيع في فيساياس بالفلبين لتغطية المناطق التي يصعب الوصول إليها. 

#### نيجيريا
في فبراير 2021، أعلنت شركة زيبلاين عن خططها لبناء ثلاثة مراكز توزيع في ولاية كادونا ، نيجيريا.  ستحتوي مراكز التوزيع هذه على مخازن فائقة التبريد قادرة على تخزين لقاحات كوفيد-19 بأمان، حيث يمكن للمرافق الصحية في الولاية تقديم طلبات دون الحاجة إلى تخزين فائق التبريد خاص بها. تعتزم الولاية أيضًا استخدام خدمة زيبلاين لنقل المنتجات الصحية الأخرى، بما في ذلك الدم والأدوية واللقاحات الروتينية. في مايو 2021، أعلنت شركة زيبلاين عن اتفاقية مماثلة مع Cross River State,  و في فبراير 2022، أعلنت شركة زيبلاين عن اتفاقية أخرى مع ولاية بايلسا . 

#### ساحل العاج
في ديسمبر 2021، أعلنت شركة زيبلاين عن اتفاق لافتتاح أربعة مراكز توزيع في كوت ديفوار . 

#### كينيا
في فبراير 2022، أعلنت شركة زيبلاين عن اتفاقية لبناء مركز توزيع في مقاطعة كيسومو ، كينيا. 

### عمليات العرض التوضيحي

#### أستراليا
في الفترة ما بين 30 يوليو و5 سبتمبر 2019، أقامت شركة زيبلين شراكة مع الجيشين الأمريكي والأسترالي، حيث سلمت أكثر من 400 وحدة دم وهمية أثناء محاكاة الإصابات الجماعية. 

### الشراكات

#### اليابان
في 21 أبريل 2022، أُعلنت شركة Toyota Tsusho تأسيس شركة تابعة تسمى Sora-iina للقيام بعمليات التسليم باستخدام معدات Zipline، ومقرها جزيرة فوكوي (جزء من جزر غوتو )، بدءًا برحلات منتظمة إلى جزيرة نارو ، مع خطط لزيادتها إلى جزيرة فوكوي الغربية تدريجيًا، والجزر الأخرى في المدينة مثل شين كاميغوتو ومناطق أخرى. 

## كوفيد-19
خططت شركة Zipline لبدء نقل لقاحات COVID-19 في أبريل 2021 في كل مكان تعمل فيه طائراتها بدون طيار. 
نقلت شركة زيبلاين 50 ألف جرعة من لقاح فايزر-بيونتيك عبر تسع مناطق في منطقة أشانتي في غانا، وهي مسؤولة عن توصيل الجرعات إلى 40% من سكان غانا. 

## المستثمرون
جمعت شركة زيبلاين مبلغ 233 مليون دولار بحلول مايو 2020 و250 مليون دولار أخرى في يونيو 2021. 
 